# Kacper Stokowski
Kacper Stokowski (ur. 6 stycznia 1999 w Warszawie) – polski pływak specjalizujący się w stylu grzbietowym i dowolnym, brązowy medalista mistrzostw Europy na krótkim basenie i rekordzista Polski.

## Kariera pływacka

### 2016
W lipcu podczas mistrzostw Europy juniorów w Hódmezővásárhely zdobył trzy medale. Złoto wywalczył na dystansie 200 m stylem dowolnym (1:48,51) oraz w sztafecie kraulowej 4 × 200 m. Płynął także w wyścigu sztafet 4 × 100 m stylem dowolnym, w którym Polacy zdobyli brązowy medal.
Kilka miesięcy później, na mistrzostwach Polski seniorów na krótkim basenie wywalczył srebro w konkurencjach 50 i 200 m stylem grzbietowym oraz brązowy medal na 100 m stylem grzbietowym. Stokowski na tych zawodach ustanowił również nowe rekordy świata juniorów: 23,40 s na 50 i 50,53 s na 100 m grzbietem.

### 2017
Podczas mistrzostw Europy juniorów w Netanji zdobył złoty medal na dystansie 100 m stylem grzbietowym, ustanawiając nowy rekord Polski 18-latków (54,60). Złoto wywalczył także w sztafecie 4 × 100 m stylem dowolnym, gdzie Polacy poprawili rekord kraju 18-latków.
Na mistrzostwach świata seniorów w Budapeszcie w konkurencji 50 m stylem grzbietowym zajął 31. miejsce z czasem 25,63.
Miesiąc później, podczas mistrzostw świata juniorów w Indianapolis zdobył srebrny medal w sztafecie kraulowej 4 × 100 m oraz brąz na dystansie 50 m stylem grzbietowym, uzyskawszy czas 25,38.
W grudniu podczas mistrzostw Europy na krótkim basenie w Kopenhadze płynął w wyścigu eliminacyjnym sztafet 4 × 50 m stylem dowolnym i otrzymał brązowy medal, kiedy Polacy zajęli w finale trzecie miejsce.

### 2018
W maju na mistrzostwach Polski w Łodzi na dystansie 100 m stylem grzbietowym wyrównał rekord Polski (53,82).